# Baetisca laurentina
Baetisca laurentina är en dagsländeart som beskrevs av Mcdunnough 1932. Baetisca laurentina ingår i släktet Baetisca och familjen Baetiscidae. Inga underarter finns listade i Catalogue of Life.